# Kudalakuppe, Krishnarajpet
Kudalakuppe là một làng thuộc tehsil Krishnarajpet, huyện Mandya, bang Karnataka, Ấn Độ.